# 瓦茨區
47°47′00″N 19°08′00″E / 47.7833°N 19.1333°E

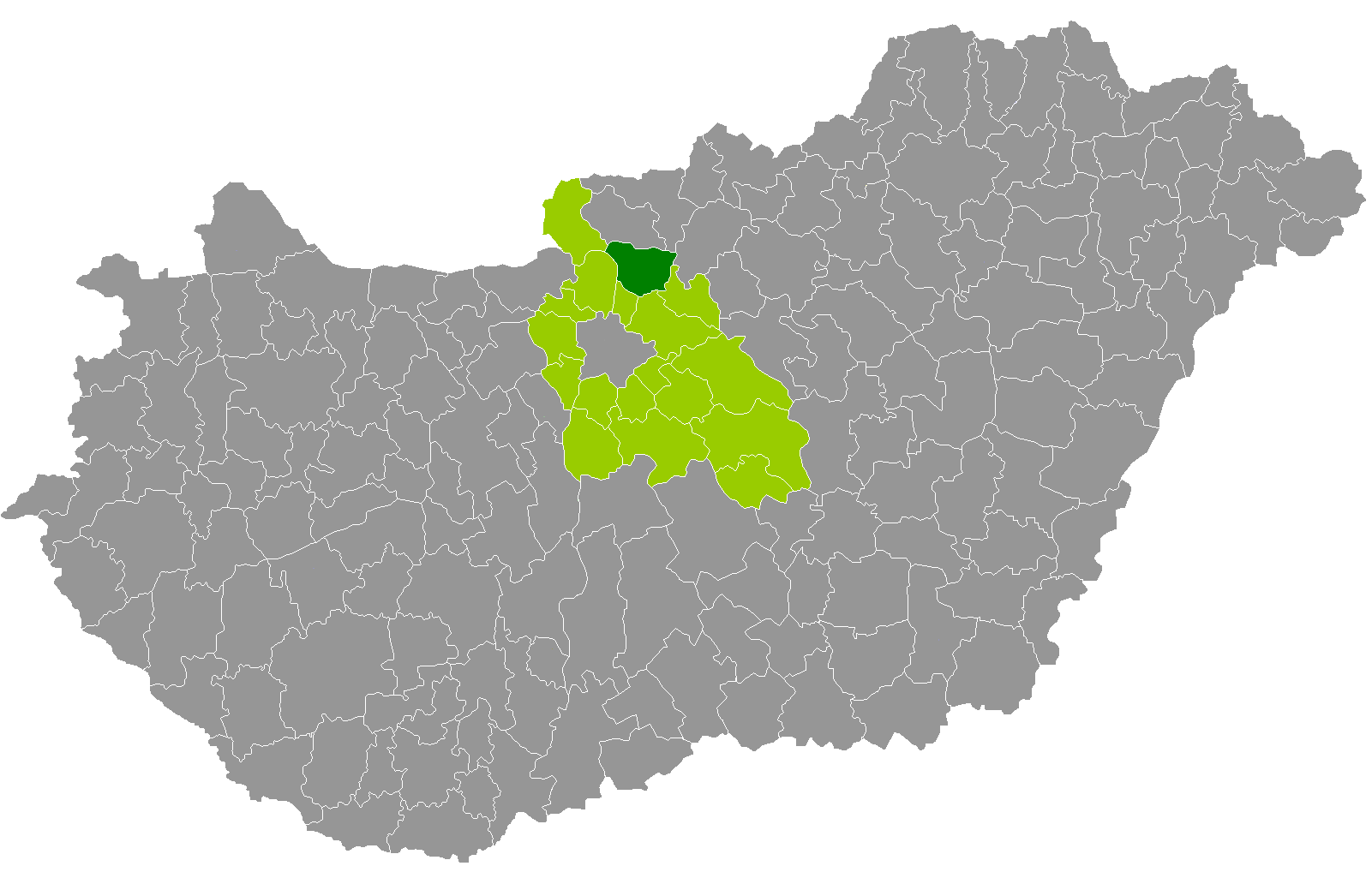

瓦茨區（匈牙利語：Váci járás），是匈牙利的一個區，位於該國北部，由佩斯州負責管轄，首府設於瓦茨，面積362平方公里，2011年人口68,234，人口密度每平方公里188人。

## 市镇
瓦茨區包含两个城镇和16个村庄。